# Sant Mateu de Bages
San Mateo de Bages (Sant Mateu de Bages) là một đô thị trong comarca Bages, tỉnh Barcelona, Catalonia, Tây Ban Nha.
| 1900 | 1930 | 1950 | 1970 | 1981 | 1986 |
| ---- | ---- | ---- | ---- | ---- | ---- |
| 492  | 1148 | 1006 | 810  | 628  | 581  |